# Billy Paultz
William Edward „Billy” Paultz (ur. 30 lipca 1948 w River Edge) – amerykański koszykarz, skrzydłowy, występujący w ligach ABA oraz NBA. Mistrz ABA, uczestnik spotkań gwiazd tej ligi.
W 1970 został wybranych zarówno w drafcie do ligi NBA, przez San Diego Rockets, jak i ABA, przez Virginia Squires. Paultz wybrał Squires, zespół zdecydował się jednak wytransferować go, jeszcze przed rozpoczęciem sezonu, do New York Nets w zamian za wybór w drafcie oraz gotówkę.
W 1974 sięgnął po mistrzostwo ABA wraz z Nets u boku Juliusa Ervinga. Ich zespół pokonał w finale Utah Stars 4-1.
Przed rozpoczęciem rozgrywek 1975/76 podpisał umowę z San Antonio Spurs. To właśnie z nimi rozpoczął występy w NBA po tym, jak liga ABA została oficjalnie rozwiązana. 17 stycznia 1980 został wymieniony do Houston Rockets w zamian za Johna Shumate'a oraz wybór trzeciej rundy draftu 1980 – Lavona Mercera. W kwietniu 1983 został zwolniony przez Rockets i trafił ponownie do San Antonio, gdzie rozegrał zaledwie 7 spotkań sezonu zasadniczego. Rozgrywki 1983/84 rozpoczął z Hawks, podpisując umowę jako wolny agent. Po roku trafił do Salt Lake City.
Znajduje się w Top 10 wszech czasów ligi ABA pod względem zbiórek (7 – 5406) oraz bloków (3 – 751).
Karierę sportową zakończył w 1985, kiedy to został zwolniony przez Utah Jazz 11 września.

## Osiągnięcia

### ABA
- Mistrz ABA (1974)[2]
- 3-krotny uczestnik meczu gwiazd ABA (1973, 1975–1976)[1]
- Lider:
  - sezonu regularnego w blokach (1976)[6]
  - play-off w:
    - średniej bloków (1975)[7]
    - skuteczności rzutów z gry (1971, 1973)[8]
- Zaliczony do składu najlepszych zawodników w historii ligi ABA (ABA's All-Time Team – 1997)[9]

### NBA
- Finalista NBA (1981)[10]